# Jean-Baptiste Abessolo
Jean-Baptiste Nguema Abessolo (Oyem, 15 de febrero de 1932) fue un educador y escritor de Gabón.
Vivió en Libreville, hasta que marchó a estudiar administración en la École des Cadres Superieures de Brazzaville y en la École Normale Supérieure de Mouyondzi.
Fue administrador e inspector de escuelas primarias de 1952 a 1982, con una interrupción de un año para ir a París (1960-1961). En diciembre de 1982 se hizo director general del International Center for Bantu Civilizations en Libreville.
Abessole ha publicado varios libros de cuentos, tanto en Francia como en Gabón.

## Obra
- Les Aventures de Biomo (IPN, 1975)
- Contes de gazelle. Les Aventures de Biomo. L'Arbre du voyageur (Paris: L'Ecole, 1975) ISBN 2-211-91774-7
- Contes du Gabon (Paris: Cle International, 1981, 1991) ISBN 2-85319-229-6